# 調度 (物流)
调度是指将员工（工人）或车辆分配给客户的流程。有調度需求的行业包括出租车、快递、紧急服务以及家庭和商业服务，如女傭服务、管路系統、暖通空調、病虫害防治和电工。